# 4 d'Andròmeda
4 d'Andròmeda (4 Andromedae) és una estrella de la constel·lació d'Andròmeda. Té una magnitud aparent de 5,30.